# Cantón de Ars-en-Ré
El cantón de Ars-en-Ré era una división administrativa francesa, que estaba situada en el departamento de Charente Marítimo y la región de Poitou-Charentes.

## Composición
El cantón estaba formado por cinco comunas:
- Ars-en-Ré
- La Couarde-sur-Mer
- Loix
- Les Portes-en-Ré
- Saint-Clément-des-Baleines

## Supresión del cantón de Ars-en-Ré
En aplicación del Decreto nº 2014-269 de 27 de febrero de 2014, el cantón de Ars-en-Ré fue suprimido el 22 de marzo de 2015 y sus 5 comunas pasaron a formar parte del nuevo cantón de la Isla de Ré.